# Demokratie. Der Gott, der keiner ist
Demokratie. Der Gott, der keiner ist (englisch Democracy: The God That Failed) ist ein 2001 erschienenes Buch von Hans-Hermann Hoppe, das eine Reihe von dreizehn Essays über das Konzept der Demokratie und mögliche Alternativen zu ihr enthält. Das Buch erschien in acht Sprachen (Englisch, Russisch, Deutsch, Italienisch, Koreanisch, Spanisch, Polnisch und Portugiesisch).
Der Titel des Buches bezieht sich auf The God that Failed, ein 1946 von sechs kommunistischen oder ehemalig kommunistisch gesinnten Autoren (u. a. Arthur Koestler und André Gide) verfasstes Buch, in dem sie ihre Erfahrungen mit dem Kommunismus und die daraus resultierende Desillusionierung beschrieben.

## Inhalt
Das Buch „entschlüsselt die modernen Demokratien anhand ihrer verschiedenen Misserfolge“, zu denen nach Ansicht des Autors die steigende Arbeitslosenquote, die wachsende Staatsverschuldung und die systemischen Probleme der sozialen Sicherungssysteme gehören. Hoppe führt diese Misserfolge der Demokratie auf die Existenz von Lobbygruppen zurück, die versuchen, die öffentlichen Ausgaben zu erhöhen, aber auch auf die Existenz von Regulierungen und Steuern, denen es an Gegengewichten fehlt, um die vom Autor als pervers angesehenen Auswirkungen zu begrenzen.
Als Lösung sieht der Autor die politische Sezession, „die es ermöglicht, die Verwaltung des nationalen Reichtums neu zuzuweisen, indem sie von einem überdimensionierten, zentralen Staat auf ein kleineres, regionales Staatsgebilde übertragen wird“, und „die es gleichzeitig ermöglicht, die Beziehungen zwischen den Wirtschaftsakteuren, den Handel und die Migrationsströme zu liberalisieren“. Hoppe vertritt die These, dass die Demokratie die Hauptursache für die von ihm ausgemachte „Entzivilisierung“ ist, die nach Ende des Ersten Weltkriegs und dem Ende vieler bedeutender Monarchien in Europa wie der Habsburgermonarchie und dem Deutschen Kaiserreich eingesetzt haben soll.
Hoppe definiert die Demokratie als „eine Regierung des öffentlichen Eigentums“ und vergleicht sie mit der Monarchie, die er als „eine Regierung des Privateigentums“ definiert, wobei er zu dem Schluss kommt, dass letztere der Demokratie vorzuziehen ist, da Monarchen mehr Interesse an dem langfristigen Wohlergehen ihres Staates hätten, da dieser ihr Eigentum darstellt. Hoppe betont jedoch, dass sowohl die Demokratie als auch die Monarchie hinfällige Systeme sind und bevorzugt eine andere Organisationsform, die er als natürliche Ordnung bezeichnet, ein System, das frei von nationalstaatlicher Obrigkeit ist und auf dem Privateigentum beruht. In diesem würden alle staatlichen Funktionen privatisiert werden (Anarchokapitalismus).
Hoppe spricht sich für eine Allianz libertärer und konservativer Kräfte aus. In einer möglichen zukünftigen libertären Ordnung dürfte es keine Toleranz für Demokraten und Kommunisten geben. Derartige Personen müssten aus der „Gesellschaft physisch entfernt und ausgewiesen werden“. Er spricht sich auch für das Recht auf Diskrimination aus und vertritt die These, dass räumliche Trennung und Diskriminierung die friedliche Kooperation zwischen verschiedenen Gruppen ermöglichen würde, während eine „erzwungene Integration“ negative Auswirkungen hätte.

## Kapitel
1. Über Zeitpräferenz, Regierung und den Prozeß der Entzivilisierung
2. Monarchie, Demokratie und natürliche Ordnung
3. Über Monarchie, Demokratie, öffentliche Meinung und Entlegitimierung
4. Über Demokratie, Umverteilung und die Zerstörung des Eigentums
5. Über Zentralisierung und Sezession
6. Über Sozialismus und Entsozialisierung
7. Über freie Einwanderung und erzwungene Integration
8. Über freien Handel und beschränkte Einwanderung
9. Über Kooperation, Stamm, Stadt und Staat
10. Über Konservatismus und Libertarismus
11. Über die Fehler des klassischen Liberalismus und die Zukunft der Freiheit
12. Über Regierung und die private Produktion der Verteidigung
13. Über die Unmöglichkeit beschränkter Regierung und die Aussicht auf Revolution

## Ausgaben
- Democracy: The God That Failed, Transaction Publishers, New Brunswick, NJ 2001, ISBN 0-7658-0088-8. (Englische Ausgabe)
- Demokratie. Der Gott, der keiner ist, Manuscriptum, Waltrop/Leipzig 2003, ISBN 3-933497-86-8. (Deutsche Ausgabe)